# Montrésor
Montrésor är en kommun i departementet Indre-et-Loire i regionen Centre-Val de Loire i de centrala delarna av Frankrike. Kommunen ligger i kantonen Montrésor som tillhör arrondissementet Loches. År 2022 hade Montrésor 313 invånare.

## Befolkningsutveckling
Antalet invånare i kommunen Montrésor
Referens:INSEE